# Ariel Zapata
Ariel Hernán Zapata (Florencio Varela, Buenos Aires, Argentina, 2 de septiembre de 1974) es un exfutbolista argentino. Actualmente se desempeña como integrante del Cuerpo Técnico de Juan Manuel Azconzábal en O'Higgins de la Primera División de Chile.
Se desempeñó como volante. Debutó y jugó la mayor parte de su carrera en Estudiantes de La Plata y tuvo también un destacado paso por Newell's Old Boys.

## Biografía

### Newell's Old Boys
En 2004 llega a Newell's Old Boys, donde debutó el 14 de febrero enfrentando al Club Atlético Banfield. En el segundo semestre de 2004 obtuvo su primer campeonato de la mano del Tolo Gallego: el Torneo Apertura 2004.
Se retiró luego de 4 años en el club el 12/12/08 enfrentando a Racing Club en el Parque de la Independencia. En su último partido en la primera divisional, erró un penal a los 43´ del segundo tiempo. Sin embargo, su equipo ganó la partida por tres goles a cero, y el "Pepi" tuvo una merecida despedida: en andas y de cara a la parcialidad local.
Desde el 2008, un torneo de fútbol en La Plata lleva su nombre.

## Clubes
| Club                    | País      | Año       |
| ----------------------- | --------- | --------- |
| Estudiantes de la Plata | Argentina | 1992-2004 |
| Newells Old Boys        | Argentina | 2004-2008 |

## Palmarés

### Campeonatos
| Título               | Club                    | País      | Año  |
| -------------------- | ----------------------- | --------- | ---- |
| Nacional B           | Estudiantes de La Plata | Argentina | 1995 |
| Torneo Apertura 2004 | Newell's Old Boys       | Argentina | 2004 |

- Datos: Q4790479